# Sıla Şahin
Sıla Şahin (Berlin-Spandau, 3 de dezembro de 1985) é uma atriz alemã, conhecida pelo seu trabalho em Gute Zeiten, schlechte Zeiten.
Şahin é filha de um ator turco de etnia curda, vivendo em Charlottenburg.
Recentemente posou nua para uma edição alemã da Playboy.